# Пусадійська серія
Пусадійська серія — серія творів героїчного фентезі Лайона Спрег де Кемпа, розпочата на початку 1950-х років і написана під враженням від творів Роберта Говарда про Конана. Ця серія, також відома як серія «Посейдонія», є прообразом численних сюжетів жанру «меч і чари» 1960-х і 1970-х років.

## Обгрунтування
Подібно до того, як де Кемп розвинув жанр «меч і планета», започаткований серією «Барсум» Едгара Райса Берроуза, своєю серією Viagens Interplanetarias про планету Крішна;
аналогічно він вчинив в жанрі «меч і чари» створеним «Гіборійською ерою» Роберта Говарда своєю серією про континент Пусад.
Він постарався зробити це «правильно» без антропологічних та геологічних абсурдів Говарда. Він використав свої глибокі знання стародавньої історії та географії, а також численні дослідження попередніх літературних трактувань спекулятивних доісторичних цивілізацій, як це відображено в його дослідженні «Втрачені континенти» (1954).
Конструюючи континент «Посейдонія», де Камп серйозно поставився до платонівської розповіді про Атлантиду та передбачуваний період її існування, постулюючи ранню високорозвинуту цивілізацію за тисячі років до цивілізації єгиптян і шумерів, під час останнього льодовикового періоду. У той час, відповідно до фактичної географії Льодовикового періоду, нижчий рівень моря означав, що Євразія та Африка були об’єднані в єдину сушу, берегова лінія якої простягалася далеко на те, що сьогодні є затопленим континентальним шельфом.
Цивілізація розташована на евскерійських землях, де домінує Тартесіянська імперія з центром на території сучасної Іспанії. На південь — гірський хребет Атлантида, населений дикунами, за яким лежало царство Тартар, а на півночі — Ареморія, земля кельтоподібних варварів. Найпівнічнішою відомою землею є Туле, засніжена земля, а найпівденнішою є Чорні землі, болотистий регіон. На заході розташовані острови Геспериди, у тому числі острівне королівство Огуджія, за яким лежав невеликий острівний континент Пусад, де розташована низка малих держав, найсильнішою з яких є Лорск. На південь від них знаходяться Горгади, група з трьох островів, населених корсарами. На схід від Евскерії розташоване царство Феаксія, неевскерійська країна, підвладна Тартезії біля Трінаксійського моря, а на південний схід — озеро Тритон, домівка ворогуючих тритонів і амазонок.
Значна частина політичної географії серії походить більш-менш прямо з міфології класичної Греції та інших стародавніх народів Середземномор’я, елементи якої правдоподібно зображувалися як такі, що походять від майже забутої цивілізації-попередниці епохи Пусада. У схемі де Кампа віддаленим спадкоємцем Тартезіанської імперії була історична іспанська цивілізація Тартесса, де (наприклад) пам’ять про Евскерію зберегла Евскара (країна Басків), а Схерія гомерівської легенди, Атлантида – Атлаські гори, а також Ареморія біля галльського півострова Арморика (Бретань). У переказах, які нібито дійшли до Платона, варварська Атлантида, імперська Евскерія та острів Пусад (або Посейдоніс, як запам'яталося грекам) були сплутані один з одним і об’єднані в одне ціле.
Евскерійська цивілізація живилася магією, була наповнена чарівниками та багата богами, які стали реальними та могутніми завдяки віруванням їхніх послідовників. Вона також повільно деградувала, оскільки сила магії зменшувалася перед обличчям раннього розквіту обробки заліза, коли метеоритне залізо було прокляттям магії. Одночасно, протягом століть, Пусад повільно занурювався в море. Де Камп написав свої перші розповіді про Пусад під впливом наукової теорії геологічного градуалізму, яка тоді панувала, що змусило його відкинути можливість зникнення острівного континенту в результаті раптового катаклізму, як розповідав Платон. Пізніше наукове відкриття геологічних сил тектоніки плит з тих пір виключило можливість існування острівного континенту там, де він (і Платон) поставив його, незалежно від швидкості руйнування, роблячи градуалізм де Кампа таким же застарілим, як і катастрофізм Говарда.

## Твори
- 1951 — Кільце тритона / The Tritonian Ring
- 1951 — Око Танділи / The Eye of Tandyla
- 1951 — Сова та мавпа / The Owl and the Ape
- 1953 — The Stronger Spell
- 1953 — The Hungry Hercynian
- 1958 — Ka the Appalling
- 1974 — The Rug and the Bull
- 1977 — The Stone of the Witch Queen